# 都制調査会
都制調査会（とせいちょうさかい）は東京都が条例で1956年1月に設置した機関。都知事の諮問機関として設けられた。23の特別区の組織（都との間の二重行政の問題など）や首都制度に関する調査検討などを行った。初代会長は次田大三郎、第2代会長は田中二郎。
調査会は当初1957年までに特別区改革の方針をまとめていたが、1957年10月の国の第4次地方制度調査会の「地方制」の答申を受けて都道府県制度が根本的に改革される可能性を考慮に入れて再検討する必要ができた。しかし地方制実現は当面見込みが薄いとして昭和35年2月に都知事の求めにより、急激な人口増加への対応など東京都が当面直面する課題への解決策検討が調査会に委ねられた。

## 成立
設立の背景には昭和30年代の東京への人口流入による都市問題の深刻化があった
当時の都知事安井誠一郎が「グレーター東京」構想の一環で、1955年に都議会に「都政審議会条例案」を上程した。その後、都議会での議論を経て、都制調査会条例と名前を変えるなど修正の後12月に可決され、昭和31年（1956年）1月12日に条例公布施行。同年3月に第1回会合。
昭和38年（1963年）3月の都議会の「都制調査会条例を廃止する条例」により廃止。

## 答申
1962年2月に「首都制度当面の改革に関する答申」を提出、1961年2月に最終答申「首都制度に関する答申」を行った。1962年9月に「首都制度に関する答申」を提出。
都制調査会の1962年9月答申をうけて、地方制度調査会からも「首都制度当面の改革に関する答申」が出された。都から区への事務移行についての見解は、都制調査会と同様だった。

## 委員
委員は知事が委嘱した。初期の委員と専門調査員のうち13名は学識経験者、7名は都議会議員だった。

### 発足時委員
- 田中二郎[6]
- 藤田武夫[6]
- 小倉庫次[6]
- 次田大三郎[6]
- 岡松成太郎[6]
- 岸喜二雄[6]
- 菊地民一[6]
- 大沢梅次郎[6]
- 曽根光造[6]
- 清水長雄[6]
- 篠統一郎[6]
- 岡田助雄[6]
- 加藤千太郎[6]